# Родоканакис, Плотинос
Плотинос Родоканакис (греч. Πλωτίνος Ροδοκανάκης; Афины 14 октября 1828 — Мехико 2 февраля 1890), известный в Мексике и других испаноязычных странах под именем Plotino Constantino Rhodakanaty — греческий социалист и анархист, который в качестве активиста участвовал в крестьянском движении Мексики во второй половине XIX века.
Организатор первой анархистской группы Мексики.

## Молодость
Родоканакис родился в Афинах, Греция, 14 октября 1828 года, в семье греческого медика и писателя, происходившего из византийского дворянства, и его супруги австрийки. Его отец принял участие в Освободительной войне Греции (1821—1829)
Плотинос Родоканакис родился в предпоследнем году Освободительной войны. Вскоре его отец умер и через некоторое время мать уехала с ним в Вену, где он впоследствии учился медицине. В 1848 году Родоканакис отправился в Будапешт и принял участие в потерпевшей поражение Венгерской революции. После чего он отправился в Берлин продолжить своё медицинское образование, где он подвергся влиянию идей Гегеля, Фурье, и Прудона. В 1850 году он посетил Париж, чтобы встретиться с Прудоном, после того как прочитал его работу Что такое собственность?. В период 1850—1857 он жил в Берлине, где изучал политическую философию и изучал языки, в общей сложности семь. В 1857 году он решил обосноваться в Париже, где в 1860 году он написал брошюру О природе (De la Naturaleza). Находясь в Париже, он познакомился с мексиканскими социалистами, от которых узнал о сельскохозяйственной системе Мексики относительно самоуправления сельскохозяйственных общин и угроз им со стороны капитализма и приватизации, а также о декрете от 1 февраля 1856 года, который обнародовал Игнасио Комонфорт (1812—1863), в котором он подчёркивал важность создания сельскохозяйственных колоний и приглашал иностранцев для пребывания в стране и предоставление им гражданства
У Родоканакиса созрел план организовать эти общины как социалистические утопические коммуны и он стал готовиться к отъезду в Мексику. Поскольку правительство Комонфорта пало в 1858 году, он решил временно обосноваться в Испании, для совершенствования своего испанского языка, ожидая прекращения "Войны за реформу (1857—1861) в Мексике. Он отправился в Барселону, где прожил около 2 лет в большой коммуне анархистов

## Родоканакис в Мексике
John Hart пишет, что Родоканакис прибыл в порт Веракрус в 1861 году, в то время как Макс Неттлау считает, что это случилось в 1863 году. Принимая во внимание греческие источники, которые пишут, что в 1862 году Родоканакис находился в греческой столице и принимал участие в восстании против короля Оттона, а также попытался, без успеха, организовать, вместе с Эммануилом Дадаоглу, анархистскую организацию, вторая дата, вероятно, ближе к истине.
По прибытии Родоканакис организовал первую анархистскую группу Мексики, в которую вошли, в основном, студенты, среди которых были Francisco Zalacosta, Santiago Villanueva, Juan de Mata Rivera и HermenegildoVillavicencio, все в будущем ставшие значительными личностями мексиканского анархистского и социалистического движения
За короткое время пребывания в стране Родоканакис обнаружил, что крестьяне, в своих традиционных сёлах жили согласно идеям Фурье и Прудона, но были угнетены лишениями наложенными на них помещиками и равнодушием правительства
Сразу по прибытии в Мексику он написал и опубликовал брошюру «Социалистическая азбука элементарного катехезиса школы Шарля Фурье — Фаланстер» («Cartilla Socialista el catecismo elemental de la escuela de Carlos Fourier — El Falansterio»), касательно того каким образом можно было организовать, согласно идеям Фурье, утопическую аграрную общину
В дополнение, в 1864 году, он написал и опубликовал брошюру «Неопантеизм, оценка о человеке и природе» («Neopanteismo, consideracion sobre el hombre y la naturaleza»).
Он стал пропагандировать идеи современных европейских мыслителей, в частности Фурье, Прудона и Бакунина. Он опубликовал другие радикальные брошюры, охарактеризованные его известной фразой «Долой все правительства» (abajo con todos los gobiernos) и основал газеты.
В 1865 году он создал бакунинский «Социалистический клуб студентов» («Club Socialista de Estudiantes», C.D.E.), который координировал действия рабочих-текстильщиков в создании в марте того же года первого мексиканского профсоюза, под названием «Общество взаимопомощи отрасли текстильщиков и рабочих долины Мехико» («Sociedad Mutua del Ramo del Hilados y Tejidos del Valle de Mexico»). Этот профсоюз, в свою очередь, организовал в июне первую отмеченную историографией забастовку рабочих в Мексике.
В том же году Родоканакис создал «Свободную и современную школу („Escuela Modernay Libre“) или „Школа света и социализма“ („Escuela del Rayo y del Socialismo“) в Чалько (Чалько-де-Диас-Коваррубьяс — Мехико (штат) . Термин „escuela libre“ был использован анархистами, чтобы отличить себя от правительственного и церковного образования. В школе систематически преподавали теорию о другом обществе, основанном абсолютно на аграрном коллективизме, с целью формирования грамотных крестьян социалистов, способных ораторов и организаторов.
В 1869 студент „Школы“, молодый крестьянин Juan Chavez Lopez, воодушевлённый теориями Фурье и Прудона,
организовал восстание крестьян Чалко, под лозунгом „я социалист, потому что я враг всех правительств, и я коммунист, потому что хочу возделывать с моими братьями нашу общую землю“ („soy socialistaporque soy enemigo de todoslos gobiernos y comunista porque mis hermanos quieren trabajar las tierras en comun“).
Восстание быстро распространилось в регионе. Родоканакис, будучи противником насилия покинул Чалко уже в 1867 году, но помог Чавесу Лопесу составить и издать 20 апреля 1869 года „Манифест ко всем угнетённым и бедным Мексики и Вселенной“ („Manifesto a todos los optimidos y robres de Mexico y del universo“), в котором призывал мексиканский народ к оружию против помещиков („они превратили нас в предметы….“) и Церкви („и кто помог держать нас безмолвными, униженными, в состоянии невежества и рабства; Церковь, особенно Церковь… Её лицемеры миссионеры… монахи которые утверждают что всё суета…“).
Когда восставшие заняли множество городов и сёл, сожгли муниципальные архивы и списки долгов, вмешалась армия правительства Бенито Хуареса, восстание было подавлено в крови и его лидер Чавес Лопес был схвачен и расстрелян во дворе „Школы света и социализма“ („Escuela del Rayo del Socialismo“) 1 сентября 1869 года.
Родоканакис перевёл на испанский (согласно историку D. Tapizo, под псевдонимом „Jose Cosmos“) значительную часть работ Прудона, которые были изданы первоначально в Барселоне и только в 1877 году в Мексике. С апреля по июнь 1874 года он издавал философское обозрение „Краниоскоп — Френологический и научный журнал“ („El Craneoscopio — Periodico Frenologico y Cientifico“), в котором публиковал теоретические статьи в манере отличной от своей предыдущей, когда он обращался к рабочей и крестьянской публике. Стараясь привлечь к идеям социализма более подготовленного читателя, посредством истории европейской философии, Родоканакис продемонстрировал свои знания, представляя Горация, Паскаля, Декарта и Лейбница.
Исходя первоначально от мормонского христианства, он пришёл к своеобразному пантеизму, где Бог описывается как сумма „вечных законов Вселенной“: „нет больше частной собственности, женщины будут освобождены, невежество будет устранено, и это всё просто потому, что является объектом законов прогресса. Мир направляется к полному единству под системой свободы“ („El Craneoscopio“, 16, 22 и 29 апреля 1874).
В мае 1876 года бакунинская анархическая федерация Родоканакиса и Залокоста „Общество“ („La Social“ — наследница „Общественного клуба студентов“, координирующая деятельность около 60 мексиканских групп) издала газету „La International“, в которой опубликовала программу упразднения всех правительств, социальную революцию и анархическую организацию общества: „Федерация La Social имеет своей программой всемирный союз. Она не признаёт национальности. Её три символа- свобода, равенство и братство. Священная Идея“ (газета „El Hijo del Trabajo“, 9 мая 1876).

## Отношение Родоканакиса к религии и его мормонский эпизод
Происходивший от византийского дворянства, Родаканакис был частью Православного христианства, верил в строгость религиозной практики и повседневной жизни. Однако он был также сторонником свободного исследования Священного писания. Согласно исследователю Карлосу Илладесу, его критика более всего была сконцентрирована на Римско-католической церкви и её деятельности, которая вредила вере. На самом деле Родаканакис не был ни атеистом, ни деистом, считая, что внешний культ (богослужение) был важным проявлением христианской веры
Родаканакис менее известен своим участием в Церкви святых последних дней. Прибытие в Мексику мормонов и их предложение общественного возрождения, было привлекательным для таких мыслителей как Родоканакис. Страна начала говорить о религиозной терпимости и, что более важно, разрешила её. Прежде всего его заинтересовали протестанты и их филантропия и пропаганда Евангелия. Несмотря на это, Родаканакис считал протестантов материалистами, хладнокровными фаталистами и монархистами.
В 1879 году он стал первым мексиканским Старейшиной и Президентом Первого Отделения Церкви Мормонов в городе Мехико. Однако вскоре отношения между ним и мормонской церквью были нарушены настолько, что в 1881 году он был отлучён от церкви.

## Отъезд из Мексики
В преклонном возрасте Родоканакис переехал в Ajusco в горах к юго-западу от Мехико. Он преподавал в этой маленькой школе, когда Otilio Montaño Sánchez, автор известного Плана де Айала (Plan De Ayala) Эмилиано Сапаты, был там учеником. План де Айала тесно связан с целью Родоканакиса создания демократического и самоуправляемого общества в сельских районах Мексики.
После смерти его самого близкого товарища и соратника Франциско Залокоста, в ходе большого крестьянского восстания в центральной Мексике (1878—1884), Родоканакис оставил страну и в 1886 году вернулся в Европу. Где и когда умер этот греческий революционер остаётся неизвестным.

## Родоканакис против позитивизма
Исследования мексиканской мысли XIX века были сосредоточены на течениях либерализма и консерватизма, по крайней мере в начале века. После Войны за реформу и триумфа либералов, анализ сосредоточился на философском течении позитивизма, отчасти из-за его идентификации с правительством Порфирио Диаса, что объединяло его с официальной философией; Это может объяснить почему в Мексике так мало исследований о социализме и, в частности, о таких мыслителях как Плотин Родоканакис.
Благодаря своим идеям, Родокоанакис был известен в интеллектуальных мексиканских кругах как антипозитивист.
Его философское мышление было основано на рационализме и метафизике, естественных врагах позитивизма. Его интеллектуальными основами были: французский рационализм, пантеизм Спинозы и немецкая философия
Критика против мексиканского позитивизма со стороны Родоканакиса достигла своего пика в восьмедисятые годы.

## Социальная деятельность Родоканакиса
По прибытии в Мексику, Родоканакис был носителем идей Фурье о построении независимых аграрных колоний, и видел своё место в них в качестве врача, плюс уроки. В первые годы он сошёлся с единомышленниками, с которыми в 1863 году создал группу по изучению социализма. В 1865 году они назвали её «Группа студентов социалистов» («Grupo de Estudiantes Socialistas»), считавшуюся «мексиканскими бакунистами». В рамках группы проект возглавили Francisco Zalacosta; молодой энтузиаст возглавивший в будущем аграрную борьбу, Santiago Villanueva, организатор первого рабочего движения в Мексике; и Hermenegildo Villavicencio.

## Идеи Родоканакиса
В зависимости от идей анализированных различными авторами, Родоканакис получил различные характеристики. Согласно José C. Valadés он был «анти-авторитарным социалистом».
Гарсия Канту (García Cantú) видит евангелистские элементы в дискурсе Родоканакиса и его интерпретации раннего христианства, поэтому классифицирует его как предшественника Христианского социализма;.
Hart характеризует его анархистом, Либертарным социалистом, «прудонистом-бакунистом»,.
Все эти элементы присутствуют в его политических работах от la Cartilla Socialista 1861 года до публикации El Craneoscopio, Periódico Frenológico y Científico 1874 года.
Carlos Illades, в течение последнего десятилетия, исследовал мексиканский социализм XIX века и его главных деятелей, куда включает Родоканакиса. Наиболее полную биографию «грека» можно найти в его работе «Родоканакис и формирование социалистической мысли в Мексике» (Rhodakanaty y la formación del pensamiento socialista en México), в которой анализирует идеи и контекст, объясняет аргументы автора. Кроме его политических текстов Illades анализирует философию Родоканакиса и отмечает, что эта философия является центром его интеллектуального дискурса.
Согласно Illades мышление Родоканакиса находилось между эпохами Просвещения и Романтизма.
Родоканакис использует философию природы, созданную Фридрихом Шиллером, который в свою очередь использовал мотивы Спинозы и Лейбница.
В рамках этой линии, Родоканакис утверждал. что Вселенная имеет справедливый и сбалансированный естественный порядок; Человечество и Бог воплощаются в чувственном мире.  
Плотино Родаканаты менее известен своим участием в Церкви Иисуса Христа Святых последних дней, по прибытии в Мексику мормонов и его предложением о социальном возрождении, был привлекательным для таких мыслителей, как Родаканаты, страна начала говорить о религиозная терпимость и самое главное позволили это. Их подход был впервые дан протестантам, которые продавали свои товары, чтобы сделать их доступными для церкви, а затем распространять их в качестве примера распространения Евангелия. Несмотря на это, Плотин считал протестантов материалистическими, холодными, фаталистическими и монархическими, когда они делили между избранными и подлецами.
```
В 1879 году он стал первым мексиканским старейшиной и президентом Первого отделения мормонской церкви в Мехико. Как бы мало это ни длилось, отношения между этим и мормонской церковью были разложены до такой степени, что в 1881 году он был отлучен от церкви. «Прибытие мормонов в Мексику».

 После перенесенного дегенеративного заболевания и просьбы о трудоустройстве у Порфирио Диаса, о чем свидетельствуют его письма, он умер от лихорадки в Мехико в воскресенье, 2 февраля 1890 года, как указано в его свидетельстве о смерти, как заявил судья Гражданского реестра Энрике Валле записывает его смерть во вторник, 4 февраля 1890 года, из-за пагубной лихорадки, зарегистрированной в реестре актов гражданского состояния, стр. 466.

С учетом вышесказанного, миф о его поездке в Европу исчезает, исчезая с религиозной, журналистской и политической сцены в Мексике. (Г-н Серхио Пагаза Кастильо).
```

## Документы Родоканакиса
Эти документы являются основой анализа упомянутых авторов и будущих научных исследований.
- Издания в которых он опубликовал некоторые документы или участвовал в качестве редактора.

1. El Socialista
2. La Internacional
3. El Hijo del Trabajo
4. La Comuna Internacional
5. El Combate
6. El Craneoscopio
7. La Democracia
8. El Correo de los Estados

- Религиозная печать

1. La Verdad
2. La Voz del Desierto

- Брошюры на различную тематику

1. Природа (De la Naturaleza 1860)
2. Азбука социалиста (Cartilla-Socialista 1861)
3. Неопантеизм, соображения о человеке и природе (Neopantenísmo, consideraciones sobre el hombre y la naturaleza 1864)
4. Гуманитарный гарантизм (Garantismo Humanitario 1876)
5. Диссертация о правильном произношении греческого языка (Disertación sobre la verdadera pronunciación del griego 1879)
6. Транцендентная метафизика то есть Этика Спинозы (Metafísica trascendental o sea la Ética de Spinoza 1881)
7. Трактат о элементарной логике (Tratado de lógica elemental 1882)
8. Азбука социалиста-республиканца (Cartilla Socialista-Republicana 1883)

## Переводы
- J. P. Proundon: «Idéa general de la revoluciοn en el siglo XIX», Biblioteca socialista, 1877.
- J. P. Proundon: «Fragmentos Revolutionarios», Biblioteca socialista;